# DHX29
DHX29‏ (DExH-box helicase 29) هوَ بروتين يُشَفر بواسطة جين DHX29 في الإنسان.

## الوظيفة
يشفر هذا الجين عضوًا من عائلة البروتينات الفرعية DEAH (Asp-Glu-Ala-His)، وهي جزء من عائلة DEAD (Asp-Glu-Ala-Asp) من هيليكازات الحمض النووي الريبي. ويعمل البروتين المشفر في بدء الترجمة، وهو مطلوب بشكل خاص للمسح الريبوسومي عبر الهياكل الثانوية المستقرة للحمض النووي الريبوزي الرسول أثناء اختيار كودون البدء. قد يلعب هذا البروتين أيضًا دورًا في استشعار الأحماض النووية السيتوبلازمية المشتقة من الفيروسات. يؤدي إسقاط هذا الجين إلى انخفاض ترجمة البروتين وضعف تكاثر الخلايا السرطانية.

## التفاعل
لقد ثبت أن DHX29 يتفاعل مع الوحدة الفرعية الريبوسومية الصغيرة حقيقية النواة (40S) وeIF3.